# 马丁·邓普西
马丁·爱德华·邓普西，KBE（英語：Martin Edward Dempsey，1952年3月14日—），已退役美国陆军上将，曾任第18任参谋长联席会议主席、和為期149天的第37届陆军参谋长。之前，他曾於从2008年12月8日至2011年4月11日間担任训练与条令司令部司令，2008年3月24日至2008年12月8日任美国中央司令部代理司令，2007年8月至2008年3月24日任美国中央司令部副司令。
马丁·邓普西出生于新泽西州泽西市一个普通的爱尔兰移民家庭，自视为爱尔兰裔美国人，在杜克大学攻读硕士研究生时，还曾写过爱尔兰诗集。后举家迁至纽约州奥兰治县哈德逊河畔的格林伍德湖小镇，距“将军摇篮”西点军校仅20公里，与大卫·彼得雷乌斯家乡比邻。
1970年，邓普西考入西点军校，与前任中央司令部司令已辞职中央情报局局长彼得雷乌斯上将、前任驻韩美军司令沃尔德·夏普上将、现任国家安全局局长基斯·亚历山大上将同期。
1974年，邓普西毕业后，成为一名陆军装甲兵军官，之后大多在欧洲服役。1982年，邓普西考入杜克大学英语系，并取得硕士学位，后曾在母校西点任教。后他回到部队，在陆军王牌部队第3装甲师、第1装甲师任职，参加海湾战争。
1999年，邓普西回国在参联会任职，之后又去沙特阿拉伯工作。2003年，伊拉克战争爆发，邓普西临危受命，担任第1装甲师师长，又将第82空降师的1个旅和第2装甲骑兵团纳入麾下，组建装甲特遣队，在伊拉克战争中表现出色。2005年8月，邓普西晋升中将，出任驻伊多国安全过度司令部司令，后升任中央司令部副司令，在司令威廉·法伦上将卸任后代理司令，但他并未升任司令，而是出任陆军训练与条令司令部司令，而中央司令部则有彼得雷乌斯上将执掌。
在陆军训练与条令司令部2年时间里，邓普西领导制定了一系列陆军新条令，就陆军未来发展提出了很多创新性的观点，强调陆军转型，对陆军面临的问题有很强的针对性和前瞻性，在美军造成了很大影响。
2011年1月，国防部长罗伯特·盖茨声明将提名邓普西为下一任陆军参谋长，2月，再次声明总统奥巴马已经提名邓普西为下一任陆军参谋长。
2011年3月，参议院通过了邓普西的任命提名，他在4月正式就任成为第37任美国陆军参谋长，5月，奥巴马又提名邓普西为下届参联会主席，称邓普西可能称为历史上任期最短的陆军参谋长，该项任命8月在参议院通过。
2011年10月1日，邓普西就任参联会主席。2015年9月25日邓普西退役，约瑟夫·邓福德继任为第19任参谋长联席会议主席。

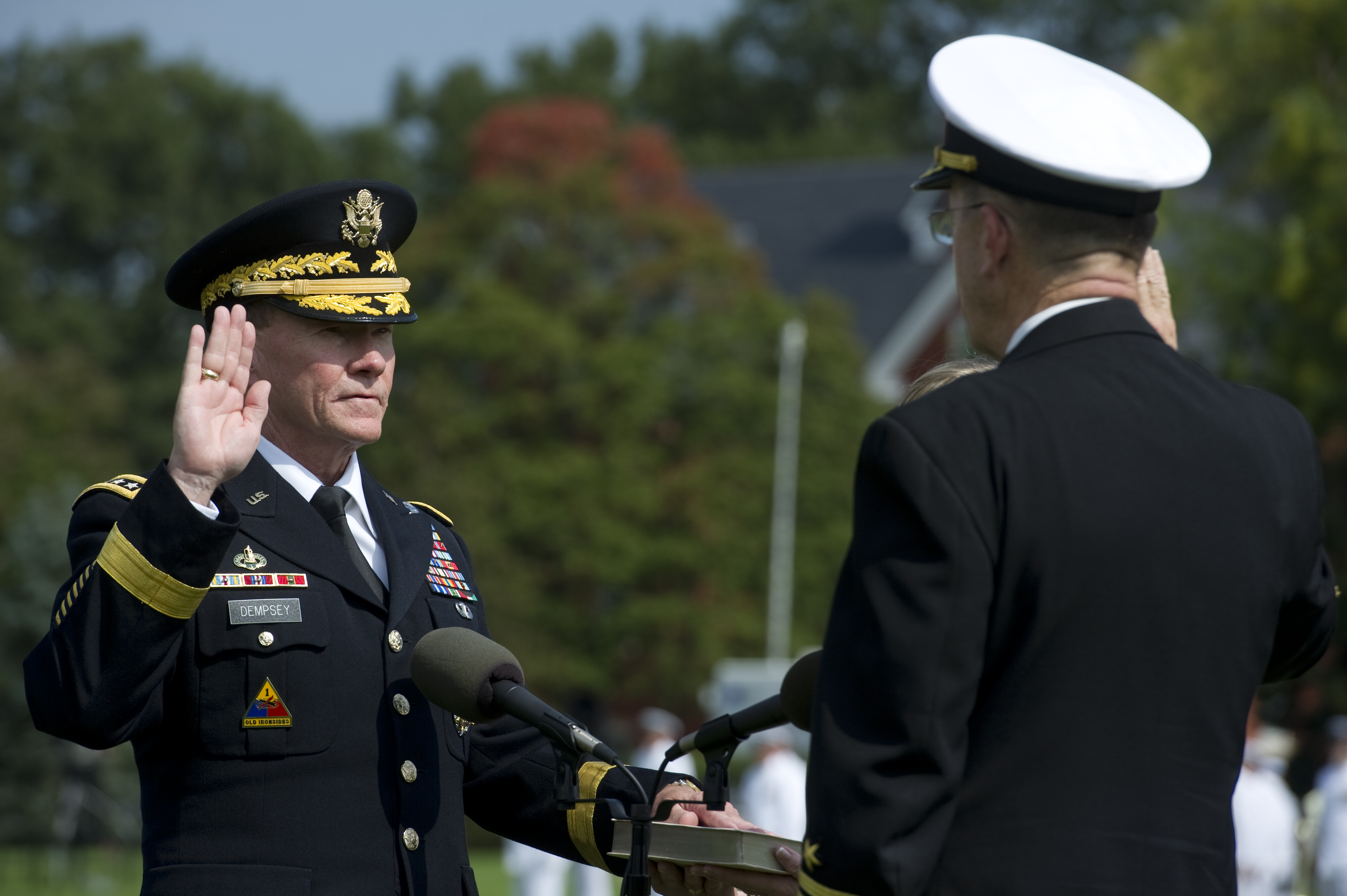
邓普西上将宣誓就任第18任参谋长联席会议主席

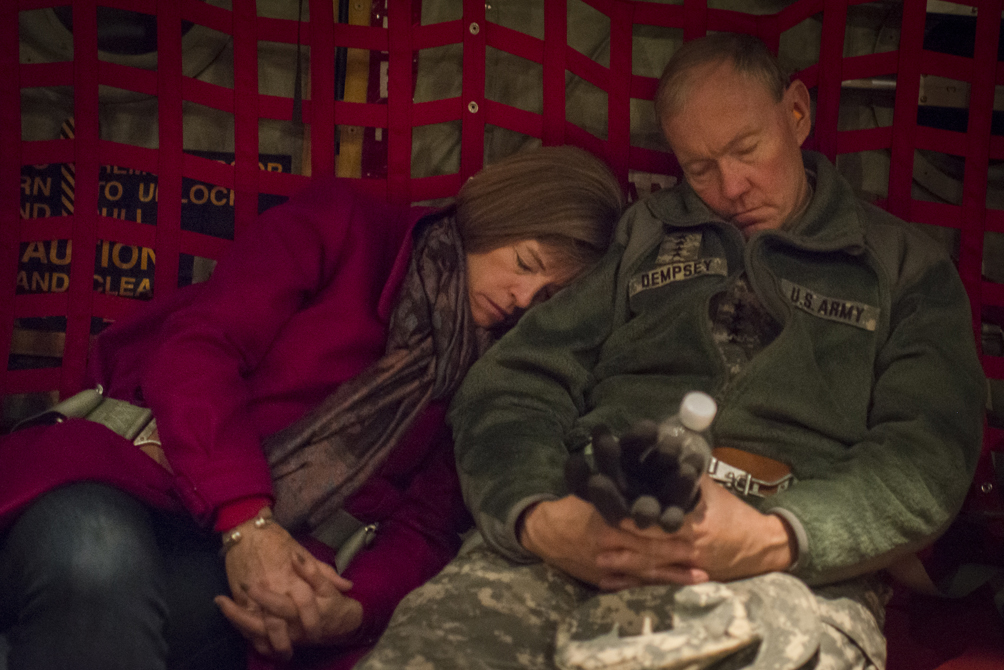
邓普西上将和夫人在飞往阿富汗途中小憩

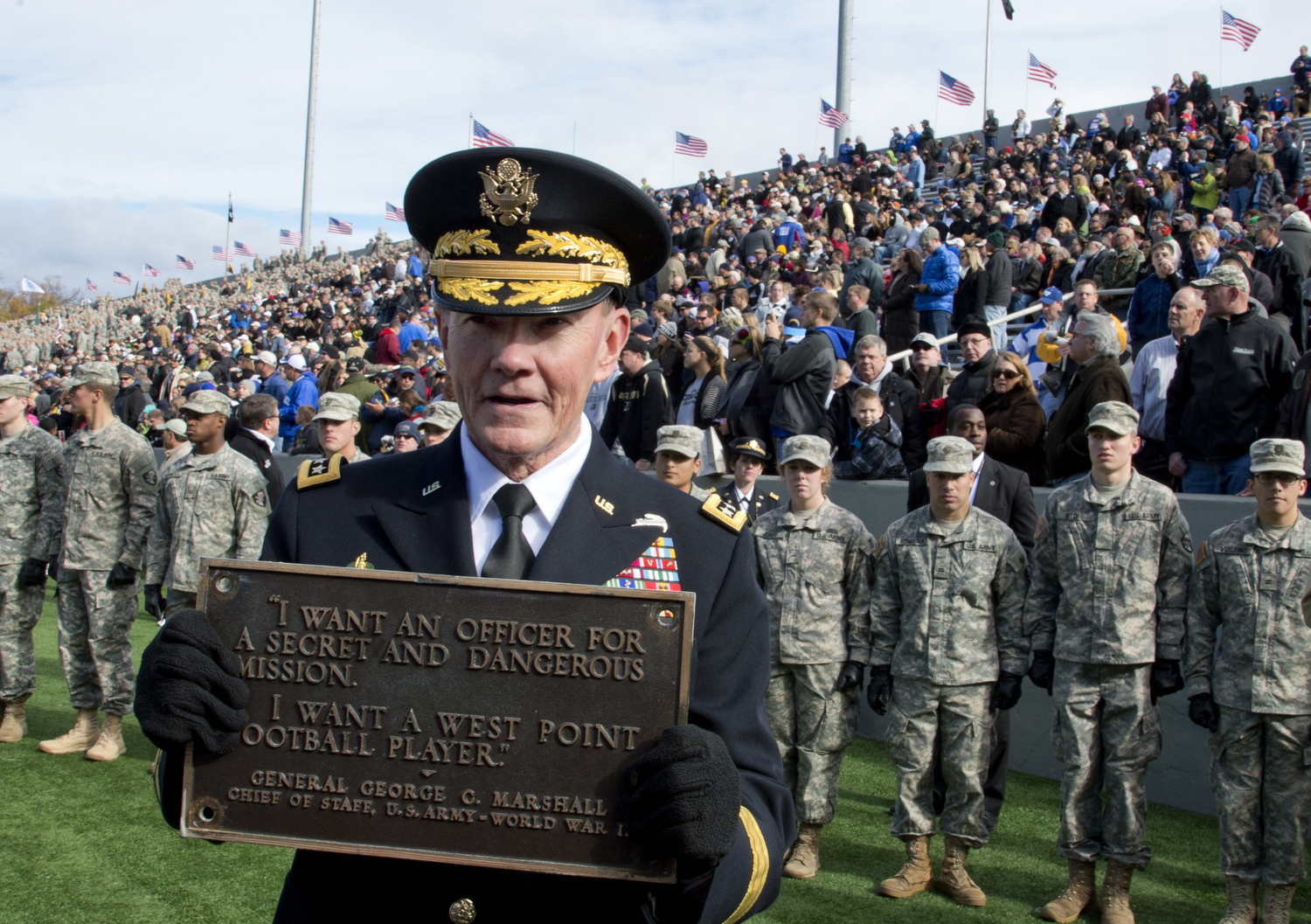
邓普西上将在橄榄球赛场

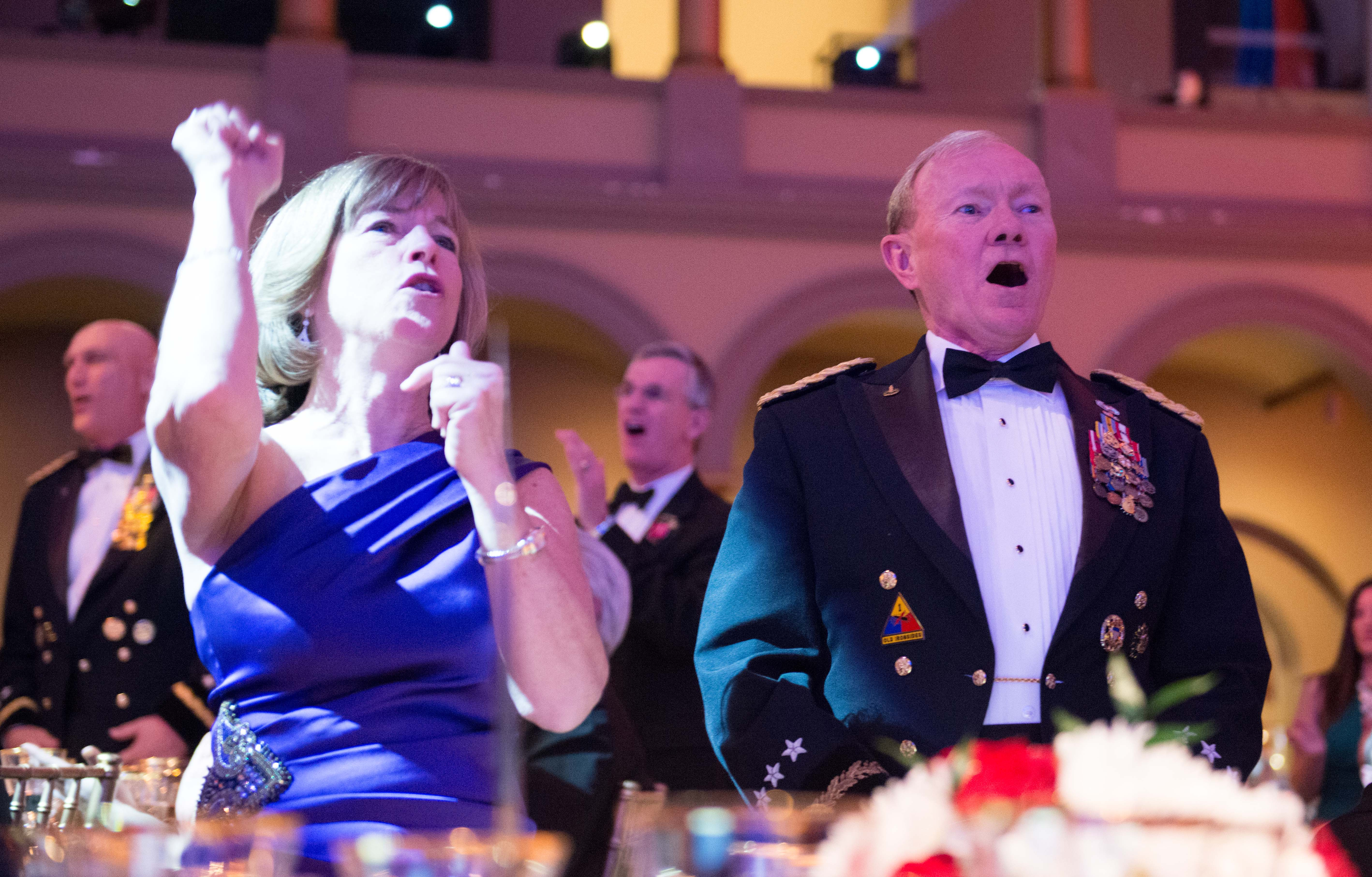
邓普西上将和妻子在纪念活动中放声歌唱

## 履历表
- 1974年6月5日毕业于西点军校，任官为陆军装甲兵少尉军官，在第3装甲骑兵团1中队任职，派駐欧洲。
- 1976年6月5，晋升中尉，1978年8月晋升上尉，1985年9月晋升少校。这段时间，邓普西主要在第2装甲骑兵团和第10装甲骑兵团任职。
- 1991年，沙漠风暴行动中，担任第3装甲师3旅主任参谋，4月1日晋升中校，战后，在第1装甲师第67装甲团，担任4营营长2年，服役于德国。
- 1993年，调至陆军人事司令部，任装甲科科长。
- 1995年在国家战争学院获国家安全与战略研究理学硕士学位。
- 1995年9月1日，晋升上校，并担任第3装甲骑兵团团长。
- 3年后，调入联合参谋部，任J5（战略计划和政策）助理副主管，和参谋长联席会议主席特别助理
- 2001年8月1日，晋升为准将，前往沙特阿拉伯，担任沙特国家警卫队训练官和顾问。
- 2003年6月，担任第1装甲师师长，在伊拉克执行任务。14个月后，指挥该师部署回德国，并在2004年9月晋升少将。
- 2005年7月，完成师长任期，返回伊拉克。并在9月，晋升为中将，担任多国部队司令。
- 2007年8月，担任美国中央司令部副司令。
- 2008年2月，獲提名为第7集团军司令兼陆军欧洲司令部司令，3月，中央司令部司令退役，邓普西成为代理司令，2天后，参议院通过了邓普西的任命。
- 2008年12月，邓普西成为陆军训练与条令司令部司令，并晋升上将。
- 2011年4月，美国陆军参谋长。
- 2011年10月1日，参谋长联席会议主席。2015年9月25日退役。

## 教育经历
- 1974 纽约，西点军校，获理学学士学位
- 1984 北卡罗莱纳州达勒姆，杜克大学，获英语文学硕士学位
- 1988 陆军指挥参谋学院，获军事文理硕士学位
- 1995 国家战争学院，获国家安全与战略研究理学硕士学位

## 晋衔表
| 标志 | 军衔 | 日期          |
| ---- | ---- | ------------- |
|      | 上将 | 2008年12月8日 |
|      | 中将 | 2005年9月8日  |
|      | 少将 | 2004年9月1日  |
|      | 准将 | 2001年8月1日  |
|      | 上校 | 1995年9月1日  |
|      | 中校 | 1991年4月1日  |
|      | 少校 | 1985年9月1日  |
|      | 上尉 | 1978年8月8日  |
|      | 中尉 | 1976年6月5日  |
|      | 少尉 | 1974年6月5日  |

## 功奖和徽章
| 军功奖                                                                      |                                   |
| Bronze oak leaf cluster                                                     | 国防部杰出服役勋章 2次            |
| Bronze oak leaf cluster · Bronze oak leaf cluster · Bronze oak leaf cluster | 陆军杰出服役勋章 4次              |
|                                                                             | 国防部优异服役勋章                |
| Bronze oak leaf cluster · Bronze oak leaf cluster                           | 功绩勋章 3次                      |
| V · Bronze oak leaf cluster                                                 | 铜星勋章 英勇获奖，3次            |
| Bronze oak leaf cluster · Bronze oak leaf cluster                           | 军功奖章 3次                      |
|                                                                             | 联合嘉奖                          |
|                                                                             | 陆军嘉奖                          |
| Bronze oak leaf cluster                                                     | 陆军成就奖章 2次                  |
| 集体奖励                                                                    |                                   |
| Bronze oak leaf cluster                                                     | 联合功绩集体奖章2次               |
| Bronze oak leaf cluster                                                     | 陆军英勇集体奖 2次                |
| Bronze oak leaf cluster                                                     | 陆军优秀集体奖 2次                |
| 服役、训练奖章勋表                                                          |                                   |
| Bronze star · Bronze star                                                   | 国防服役奖章 3次                  |
| Bronze star · Bronze star · Bronze star                                     | 西南亚服役奖章 3次                |
|                                                                             | 伊拉克征战奖章                    |
|                                                                             | 反恐战争远征奖章                  |
|                                                                             | 反恐战争服役奖章                  |
|                                                                             | 陆军服役勋表                      |
|                                                                             | 陆军海外服役勋表 加4奖励记        |
| 外国奖励                                                                    |                                   |
|                                                                             | 北约奖章 表彰在伊拉克多国部队服役 |
|                                                                             | 科威特自由奖章 (沙特)             |
|                                                                             | 科威特自由奖章 (科威特)           |

| 徽章 |                                       |
|      | 战斗行动徽章                          |
|      | 初级伞兵徽章                          |
|      | 参谋长联席会议识别章                  |
|      | 陆军参谋部识别章                      |
|      | 第1装甲师 徽章                        |
|      | 第3装甲骑兵团 徽章                    |
|      | 7条海外服役标 (表彰海外战区3年半服役) |

2011年12月7日, 邓普西上将接受了全美服役组织一般以上军人通过的优异服役奖。

### 外国勋章奖章
- 旭日大绶章（日本，2015年3月17日公布[3]）
- 大英帝国爵级司令勋章（英国，军事版，2016年[4]）

## 著作
1. Win, Learn, Focus, Adapt, Win Again （页面存档备份，存于） – Article series for Army Magazine (AUSA). Oct. 2010 - Feb. 2011
2. From the Chairman - Joint Forces Quarterly no. 64. Jan. 2012
3. From the Chairman - Joint Forces Quarterly no. 65. Apr. 2012
4. From the Chairman - Joint Forces Quarterly no. 66. Jul. 2012

## 访谈
1. Dempsey Muses on Challenges as New Head of Joint Chiefs （页面存档备份，存于） – Thom Shanker. New York Times. Oct. 3, 2011.
2. The New Chairman of the Joint Chiefs of Staff on "Getting to the Truth" （页面存档备份，存于） – Karl Moore. Forbes Magazine. Oct. 20, 2011.
3. Gen. Martin Dempsey's Interview with Jeremy Paxman （页面存档备份，存于） – Jeremy Paxman, BBC. Nov. 28, 2011.
4. Transcript: Gen. Martin Dempsey's Interview with Fareed Zakaria （页面存档备份，存于） – Fareed Zakaria. CNN. Feb. 19, 2012.
5. Video: Gen. Martin Dempsey's Interview with Charlie Rose – Charlie Rose. Mar. 16, 2012.

## 演讲
1. Gen. Dempsey Becomes the 18th Chairman of the Joint Chiefs of Staff – Sept. 30, 2011
2. The Atlantic Council of the United States: Security and Partnership in an Age of Austerity – Dec. 9, 2011.
3. End of Mission Ceremony in Baghdad, Iraq – Dec. 15, 2011.
4. Duke University's Ambassador S. Davis Phillips Family International Lecture Series: A New Vision for the US Military – Jan. 12, 2012.
5. West Point Class of 2013 500th Night – Jan. 21, 2012.
6. Harvard University's John F. Kennedy Jr. Forum: Security Paradox – Apr. 12, 2012.
7. The Carnegie Endowment for International Peace: A Conversation with General Martin Dempsey – May 1, 2012.